# 斯蒂爾斯島

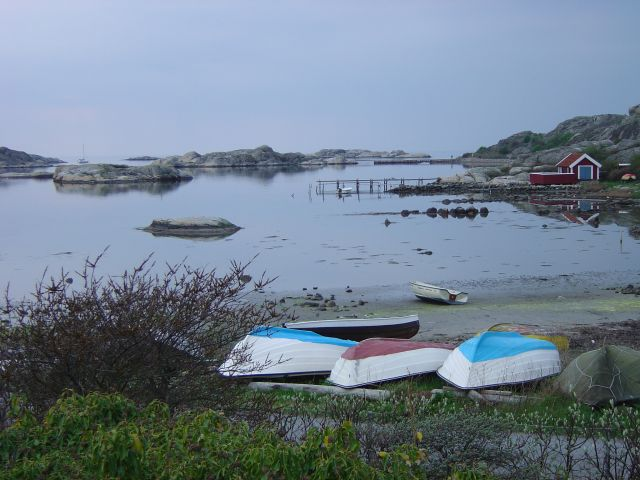

斯蒂爾斯島是挪威的島嶼，由西約塔蘭省哥德堡市負責管轄，屬於哥德堡群島的一部分，面積1.58平方公里，該島與東斯島以橋樑相連，2010年人口1,304。